# Pritjal
Pritjal (ryska: Прича́л) tidigare "Uzlovoj" är en rysk trycksatt dockningsmodul, som sköts upp med en Sojuz-raket, den 24 november 2021. Modulen dockade med den Internationella rymdstationen, den 26 november 2021.

## Anslutningar
Pritjal har sex anslutningar; för, akter, styrbord, babord, zenit (upp) och nadir (under).
- För: Anslutningsplats för de ryska farkosterna Sojuz och Progress. Kan även fungera som dockningsport för framtida moduler.
- Akter: Anslutningsplats för de ryska farkosterna Sojuz och Progress. Kan även fungera som dockningsport för framtida moduler.
- Styrbord: Anslutningsplats för de ryska farkosterna Sojuz och Progress. Kan även fungera som dockningsport för framtida moduler.
- Babord: Anslutningsplats för de ryska farkosterna Sojuz och Progress. Kan även fungera som dockningsport för framtida moduler.
- Zenit: Nauka[1]
- Nadir: Anslutningsplats för de ryska farkosterna Sojuz och Progress. Kan även fungera som dockningsport för framtida moduler.

## Dimensioner och vikt
Pritjal är 4,9 meter lång, har en diameter på 3,3 meter och väger 3 890 kg 

## Uppskjutning
Modulen sköts upp med en Sojuz-raket. Under transporten till och dockningen med ISS, var modulen monterad på en modifierad servicemodul till en Progress-farkost kallad Progress M-UM.

## Dockningar
|  | Farkost     | Port  | Dockning (UTC)             | Urdockning (UTC)            |
|  | ----------- | ----- | -------------------------- | --------------------------- |
|  | Nauka       | Zenit | 26 november 2021, 15:20:06 |                             |
|  | Sojuz MS-21 | Nadir | 18 mars 2022, 19:12        | 29 september 2022, 07:34    |
|  | Sojuz MS-23 | Nadir | 6 april 2023, 09:22        | 27 september 2023, 07:54    |
|  | Sojuz MS-25 | Nadir | 25 mars 2024, 15:03        | 23 september 2024, 08:36:30 |
|  | Sojuz MS-27 | Nadir | 8 april 2025, 09:03        |                             |